# Josef Suber
Josef Suber (18. března 1924 – ???) byl český a československý politik Komunistické strany Československa a poslanec Sněmovny lidu Federálního shromáždění za normalizace.

## Biografie
K roku 1971 se profesně uvádí jako dělník. K roku 1976 jako technik. Pracoval v podniku Zbrojovka Vsetín.
Ve volbách roku 1971 zasedl do Sněmovny lidu (volební obvod č. 137 – Vsetín, Severomoravský kraj). Mandát obhájil ve volbách roku 1976 (obvod Vsetín) a volbách roku 1981 (obvod Vsetín). Ve FS setrval do konce funkčního období, tedy do voleb roku 1986.